# Тройна
Тро̀йна (на италиански: Troina, на сицилиански Truina, Труйна) е град и община в южна Италия, провинция Ена, в автономен регион и остров Сицилия. Разположен е на 1121 надморска височина. Населението на града е 9074 души (към 30 декември 2010 г.).